# Dekanat Sitzendorf
Dekanat Sitzendorf – jeden z 16 dekanatów rzymskokatolickiej wchodzących w skład wikariatu Unter dem Manhartsberg archidiecezji wiedeńskiej w Austrii. W jego skład wchodzi 16 parafii. 

## Lista parafii
| Lp. | Miejscowość                                         | Parafia                                        | Kościół                                                                   | Grafika |
| --- | --------------------------------------------------- | ---------------------------------------------- | ------------------------------------------------------------------------- | ------- |
| 1   | Roseldorf-Braunsdorf                                | Parafia Świętych Apostołów Piotra i Pawła      | Kościół Świętych Apostołów Piotra i Pawła w Roseldorf-Braunsdorf          |         |
| 2   | Maissau-Eggendorf am Walde                          | Parafia św. Jakuba Starszego                   | Kościół św. Jakuba Starszego w Maissau-Eggendorf am Walde                 |         |
| 3   | Sitzendorf an der Schmida-Frauendorf an der Schmida | Parafia św. Stefana                            | Kościół św. Stefana w Sitzendorf an der Schmida-Frauendorf an der Schmida |         |
| 4   | Roseldorf-Goggendorf                                | Parafia Zwiastowania Najświętszej Maryi Panny  | Kościół Zwiastowania Najświętszej Maryi Panny w Roseldorf-Goggendorf      |         |
| 5   | Straning-Grafenberg                                 | Parafia Podwyższenia Krzyża Świętego           | Kościół Podwyższenia Krzyża Świętego w Straning-Grafenberg                |         |
| 6   | Maissau-Limberg                                     | Parafia św. Jakuba Starszego                   | Kościół św. Jakuba Starszego w Maissau-Limberg                            |         |
| 7   | Maissau                                             | Parafia św. Wita                               | Kościół św. Wita w Maissau                                                |         |
| 8   | Sitzendorf an der Schmida-Niederschleinz            | Parafia św. Leopolda                           | Kościół św. Leopolda w Sitzendorf an der Schmida-Niederschleinz           |         |
| 9   | Ravelsbach                                          | Parafia Wniebowzięcia Najświętszej Maryi Panny | Kościół Wniebowzięcia Najświętszej Maryi Panny w Ravelsbach               |         |
| 10  | Röschitz                                            | Parafia św. Mikołaja                           | Kościół św. Mikołaja w Röschitz                                           |         |
| 11  | Roseldorf                                           | Parafia Narodzenia Najświętszej Maryi Panny    | Kościół Narodzenia Najświętszej Maryi Panny w Roseldorf                   |         |
| 12  | Sitzendorf an der Schmida                           | Parafia św. Marcina                            | Kościół św. Marcina w Sitzendorf an der Schmida                           |         |
| 13  | Röschitz-Stoitzendorf                               | Parafia św. Leopolda                           | Kościół św. Leopolda w Röschitz-Stoitzendorf                              |         |
| 14  | Straning                                            | Parafia Wniebowzięcia Najświętszej Maryi Panny | Kościół Wniebowzięcia Najświętszej Maryi Panny w Straning                 |         |
| 15  | Unterdürnbach                                       | Parafia św. Magdaleny                          | Kościół św. Magdaleny w Unterdürnbach                                     |         |
| 16  | Straning-Wartberg                                   | Parafia św. Leonarda                           | Kościół św. Leonarda w Straning-Wartberg                                  |         |